# Štír hotentotský
Štír hotentotský (Hottentotta hottentotta) je africký štír z čeledi štírovití (Buthidae).

## Areál rozšíření
Vyskytuje se v Burkině Faso, Côte d'Ivoire, Čadu, Gambii, Ghaně, Guineji, Guineji-Bissau, Kamerunu, Konžské republice, Kongu, Mali, Nigeru, Nigérii, Senegalu, Sierra Leone, Somálsku, Středoafrické republice, Togu.
Vytváří poddruh H.h. nigrocarinatus (Simon, 1874). Rozšíření v Gabonu není prokázáno.

## Chov
Jedná se o teplomilného pouštního štíra pro jehož chov je dobré větší terárium s vrstvou suchého lignocelu nebo lignocelu s pískem. Je podezřelý z hlediska jedovatosti.[ujasnit]
Samice tohoto druhu se mohou rozmnožovat partenogenezí.